# NGC 4484
NGC 4484 est une galaxie spirale située dans la constellation du Vierge. NGC 4484 a été découverte par l'astronome britannique John Herschel en 1828.

## Caractéristiques

### Distance
Sa vitesse par rapport au fond diffus cosmologique est de 5 364 ± 25 km/s, ce qui correspond à une distance de Hubble de 79,1 ± 5,6 Mpc (∼258 millions d'al).

### Classification
Le professeur Seligman classe cette galaxie comme une spirale intermédiaire en se basant sur l'image du relevé DSS, mais l'image du relevé Pan-STARRS dont la qualité est nettement supérieure montre que les bras spiraux de NGC 4484 partent directement du bulbe.

### Brillance de surface
En raison d'une brillance de surface égale à 14,48 mag/am2, on peut qualifier NGC 4484 de galaxie à faible brillance de surface (LSB en anglais pour low surface brightness). Les galaxies LSB sont des galaxies diffuses (D) avec une brillance de surface inférieure de moins d'une magnitude à celle du ciel nocturne ambiant.